# Keimschicht

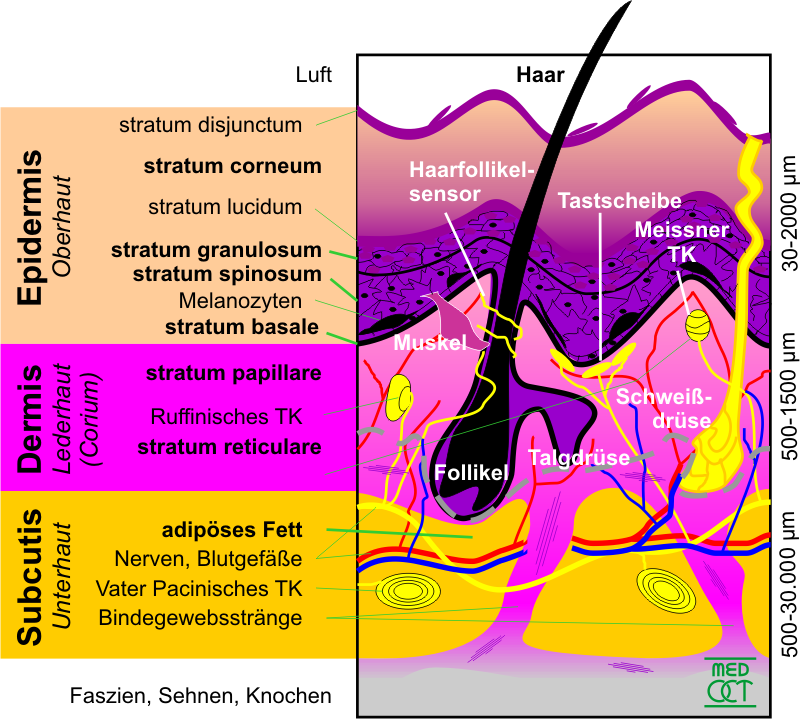
Aufbau der menschlichen Haut mit Hautanhangsgebilden

Die Keimschicht (lateinisch Stratum germinativum) ist die untere, aus lebenden Zellen gebildete Schicht der Oberhaut. Darüber befindet sich die Hornschicht. Die abgestorbenen Zellen der Keimschicht wandern in die Hornschicht und werden durch neue Zellen ersetzt. Dadurch erneuert sich die Oberhaut immer wieder. In der englischsprachigen Fachliteratur wird das Stratum germinativum meist mit der Basalzellschicht (Stratum basale) gleichgesetzt. Die Keimschicht im deutschen Sprachgebrauch heißt dort malpighian layer.
Die Keimschicht (im deutschen Sprachgebrauch) besteht aus der Basalzellschicht (Stratum basale) und der Stachelzellschicht (Stratum spinosum). Das Stratum basale ist die unterste Epithelzellschicht, die der Dermis oder Lederhaut, meist wellenförmig den Papillarkörpern der Dermis, aufsitzt. Ihre untere Grenze ist die Basalmembran. Das Stratum basale besteht aus einer (meist) einlagigen Schicht von würfelförmigen (kubischen) oder prismatischen Zellen, die durch die Basalmembran hindurch mittels Desmosomen in der darunterliegenden Dermis verankert sind. Sie enthält die epidermalen Stammzellen und die lebenden, aus diesen differenzierten Keratinozyten. Die sich differenzierenden Zellen werden durch Zellteilungen in der Schicht nach und nach nach oben (außen) geschoben. Die darauffolgende Schicht, das Stratum spinosum oder Stachelzellenschicht, ist mehrere Zelllagen dick. Die Keratinozyten sind hier voluminöser und polygonal. Die Oberfläche der Zellen bildet durch Schrumpfungsvorgänge im Inneren zahlreiche mit den Nachbarzellen verzahnte stachelförmige Fortsätze aus, die durch zahlreiche Gürteldesmosomen miteinander dicht verbunden sind, zudem bilden Gap Junctions und Fibrillenbündel aus Keratin, die sogenannten Tonofilamente, weitere Verankerungen. In den Zellzwischenräumen kommt viel Hyaluronsäure vor. Die Barrierefunktion der Haut gegenüber Fremdstoffen (durch Adherens Junctions und Tight Junctions) ist aber vorwiegend in den weiter außen liegenden Zellschichten lokalisiert.
Oberhalb der beiden Lagen der Keimschicht schließt im Aufbau der Haut das Stratum granulosum an. In diesem schreitet die Differenzierung zu den, im funktionalen Zustand dann abgestorbenen, Hornzellen oder Korneozyten voran.
Innerhalb der Basalzellschicht liegen spezielle Sinneszellen für Berührungsreize, die Merkel-Zellen. Zudem liegen hier Melanozyten, die pigmentbildenden Zellen.
Der Aufbau der Epidermis der Wirbeltiere ist beim Menschen und anderen Säugetieren und den anderen Amnioten wie Reptilien und Vögeln prinzipiell gleich. Eine Keimschicht mit Basalzellschicht und Stachelzellschicht ist aber auch in der Haut der Amphibien, mit vergleichbarem Aufbau, vorhanden.